# Gu Feixiong
Gu Feixiong (v. 796-v. 854) (chinois : 顾非熊 ; chinois traditionnel : 顧非熊 ; pinyin : Gù Fēixióng ; Wade : Ku Fei-hsiung) est un fonctionnaire et un poète célèbre de la dynastie Tang. Il est le fils du poète taoïste Gu Kuang (顧況). Il est connu pour son esprit vif et sa nature sarcastique. Il essaie de passer les examens impériaux pendant trente ans sans réussir. Il obtient son diplôme en 815.

## Biographie
Gu Feixiong est originaire du mont Heng dans le comté de Haiyan à Suzhou (aujourd’hui Haining, Zhejiang). Ses dates de naissance et de décès sont incertaines et son prénom social est inconnu. Son père, Gu Kuang a soixante-dix ans quand Gu Feixiong naît.
Gu Feixiong est intelligent et dès son plus jeune âge il peut réciter par cœur tout ce qu’il lit. Dès qu’il part étudier à Chang'an et commence à passer les examens impériaux, il est entravé par sa propre personnalité : fier de son talent, il rabaisse les fils de familles influentes, mêlant souvent des sarcasmes à ses propos. Il s'attire ainsi la colère de beaucoup et subit de nombreuses exclusions. À cause de cela, il est bloqué dans les examens impériaux qu’il échoue pendant trente ans, période où il habite toujours la capitale. Malgré ses échecs aux examens, il acquiert une renommée importante comme poète et il semble que pour survivre il aille de mécène en mécène.
En 845, Gu Feixiong se présente encore à l’examen de jinshi et c'est de nouveau un échec. L’empereur Wuzong connaissant depuis longtemps la renommée poétique de Gu Feixiong ordonne de le faire admettre rétroactivement. Gu Feixiong obtient donc le diplôme de jinshi. Il aurait à ce moment-là plus de cinquante ans.
Il occupe successivement des postes d’assistant dans l’administration impériale. Puis, il est nommé magistrat de Xuyi. Cependant, en raison de son dégoût pour les formalités de salutations et d’accueil des fonctionnaires supérieurs et en raison aussi de son aversion pour les réprimandes corporelles telles flageller les criminels, il abandonne finalement sa fonction. Il renonce à la vie séculière et retourne au grand centre taoïste de Maoshan, d’où il venait pour vivre une vie d'ermite.
Sa vie ultérieure est inconnue. Il meurt probablement la huitième année de l’ère Dazhong en 854. Wang Jian (poète) lui dédie un poème d’adieu.
Il était ami avec des poètes célèbres de l’époque tels que Fei Guanqing, Liu Deren, Xiang Si, Jia Dao et Yao He, poètes avec lesquels il échangea de nombreux poèmes.

## Poésie

### Style poétique
Les poèmes de Gu Feixiong sont principalement des poèmes réguliers en cinq ou sept caractères, avec des thèmes centrés sur les échanges poétiques, les voyages et la tristesse liée à ses échecs aux examens.
Il peut être considéré comme un poète de la fin des Tang doté d’une personnalité et d’un style uniques.

### Oeuvres
Un recueil intitulé Poèmes de Gu Feixiong en un volume est mentionné dans la Nouvelle histoire des Tang (新唐书艺文志).

### Poèmes

#### Dédié à Ma Ru, ermite de Shimen(题马儒乂石门山居)
| Chinois 寻君石门隐， 山近渐无青。 鹿迹入柴户， 树身穿草亭。 | Traduction libre Je cherche l’ermite caché à Shimen, La proche montagne perd peu à peu sa verdure. Des traces de cerfs mènent à la porte de chaume, Les troncs d’arbre traversent le pavillon d’herbe. |
| 云低收药径， 苔惹取泉瓶。 此地客难到， 夜琴谁共听。         | Les bas nuages couvrent le sentier des herbes médicinales, La mousse s’attache à la cruche d’eau. En ce lieu, les visiteurs peinent à s’y rendre. Avec qui écouter les mélodies de la cithare ?        |